# Čemerno (Gacko)
Pour les articles homonymes, voir Čemerno.
Čemerno (en serbe cyrillique : Чемерно) est un village de Bosnie-Herzégovine. Il est situé dans la municipalité de Gacko et dans la république serbe de Bosnie. Selon les premiers résultats du recensement bosnien de 2013, il compte 43 habitants.

## Démographie

### Évolution historique de la population dans la localité
| 1948 | 1953 | 1961 | 1971 | 1981 | 1991 | 2013 |
| ---- | ---- | ---- | ---- | ---- | ---- | ---- |
| -    | -    | 165  | 101  | 80   | 64,  | 43   |

|  |